# Comuna Zaliznîcine, Bahciîsarai
Zaliznîcine (în ucraineană Залізничне) este o comună în raionul Bahciîsarai, Republica Autonomă Crimeea, Ucraina, formată din satele Bilokameane, Dacine, Mostove, Ricine, Turhenievka și Zaliznîcine (reședința).

## Demografie
Componența lingvistică a comunei Zaliznîcine
     Rusă (60,69%)
     Tătară crimeeană (31,87%)
     Ucraineană (5,09%)
     Alte limbi (0,37%)
Conform recensământului din 2001, majoritatea populației comunei Zaliznîcine era vorbitoare de rusă (60,69%), existând în minoritate și vorbitori de tătară crimeeană (31,87%) și ucraineană (5,09%).